# Ventnor

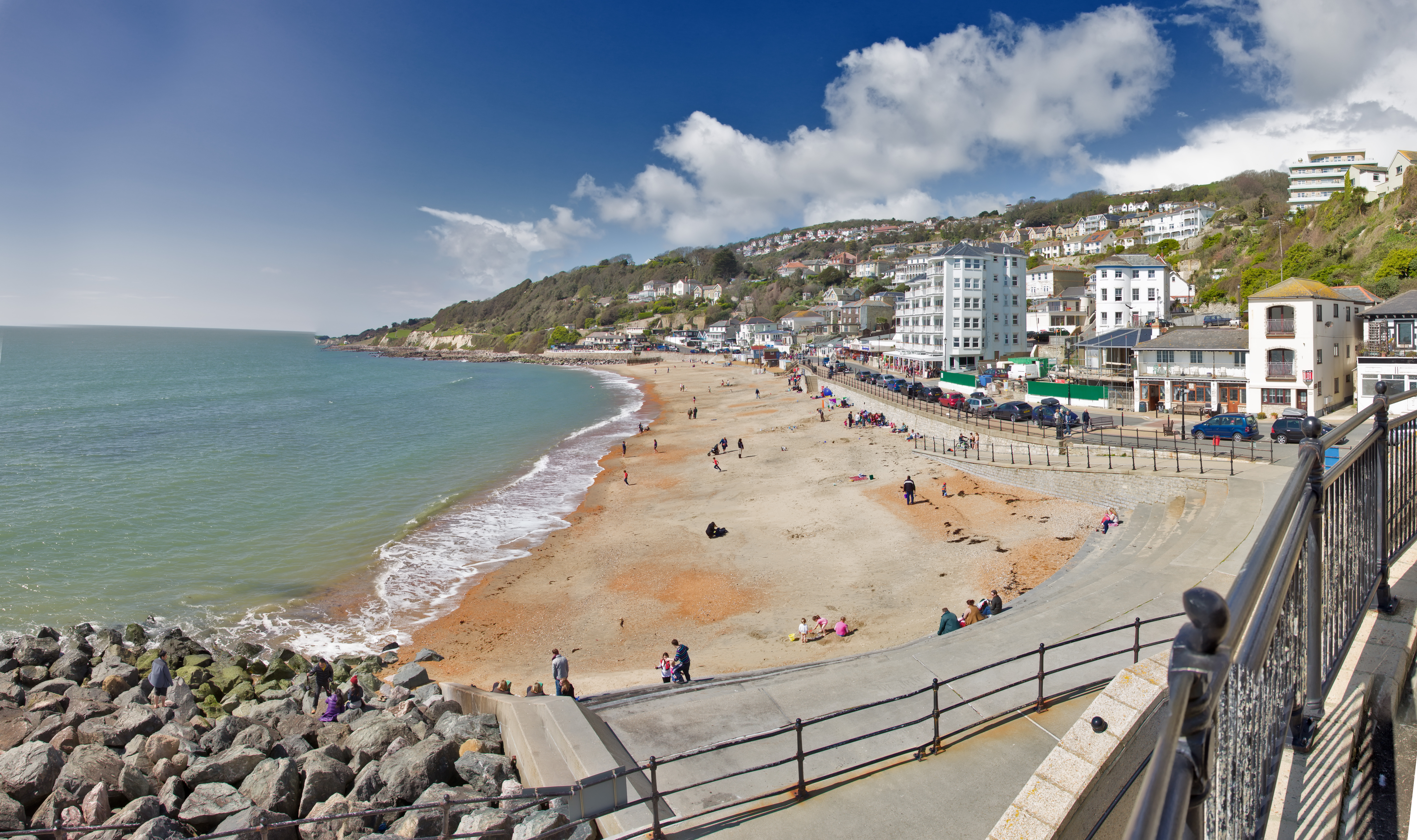
Küste bei Ventnor

Ventnor ist ein Ort im Süden der Isle of Wight. Die Stadt hatte im Jahre 2011 knapp 6000 Einwohner.

## Geschichte
Nach dem Anschluss an die Isle of Wight Railway im Jahre 1866 wuchs das ehemals kleine Fischerdorf zu einem Kurort und war aufgrund der frischen Ärmelkanal-Luft und des milden Klimas besonders bei Tuberkulose-Patienten beliebt. Es entstanden mehrere Heilanstalten und einmal pro Tag fuhr ein Zug namens 'The Invalid Express' ohne Halt von Ryde nach Ventnor um neue Kranke in die Sanatorien zu bringen. Die Stadt erreichte ihren Höhepunkt in den 1930er Jahren, als regelmäßig Dampfschiffe zwischen dem Pier der Stadt und Southsea pendelten. Der Strand ist bis heute beliebt, obwohl er etwas kleiner als die Touristenstrände bei Sandown und Shanklin ist. 

## Botanischer Garten
1964 schloss das Royal National Hospital for Diseases of the Chest, einem Sanatorium für Tuberkulose-Patienten. 1969 wurde es abgerissen und 1970 an Ort und Stelle der Ventnor Botanic Garden gegründet. Dort gibt es zahlreiche tropische Pflanzen zu sehen, unter anderem aus Australien, Neuseeland und Japan. Die meisten Pflanzen können aufgrund des feuchten und geschützten Klimas an der Südseite der Isle of Wight im Freien wachsen.

## Mauereidechse
In den Mauern rund um Ventnor lebt die größte Mauereidechsen-Kolonie in Großbritannien. Im Botanischen Garten wurden deswegen spezielle Mauern als Lebensraum für die gefährdete Art eingerichtet.

## Söhne und Töchter des Ortes
- William Franklyn (1856–1914), Generalleutnant der British Army
- Edwin Lemare (1865–1934), Organist und Komponist